# Kashubia

Cờ của Kashubia

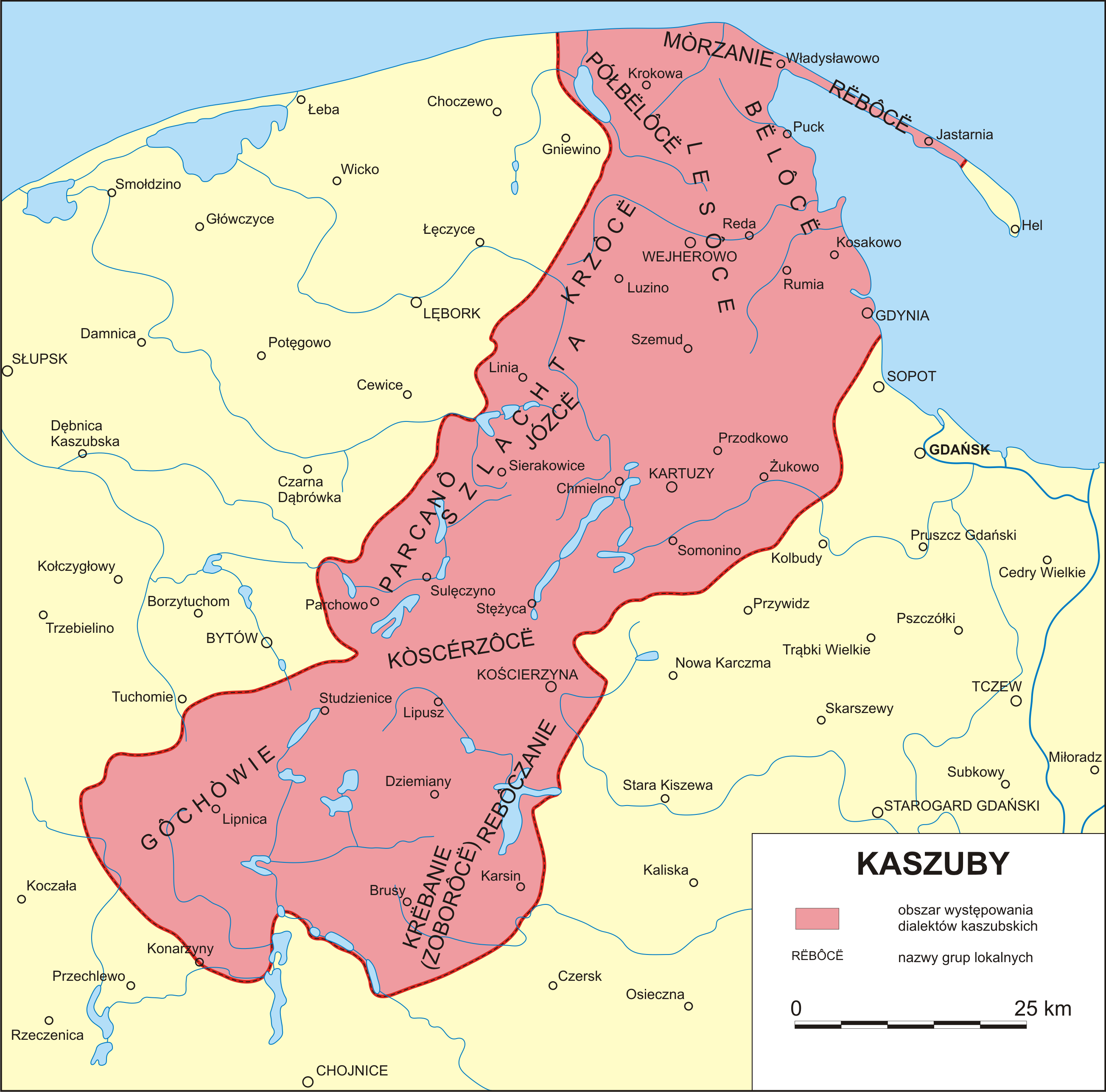
Kashubia của Bernard Sychta là khu vực phương ngữ Kashubia

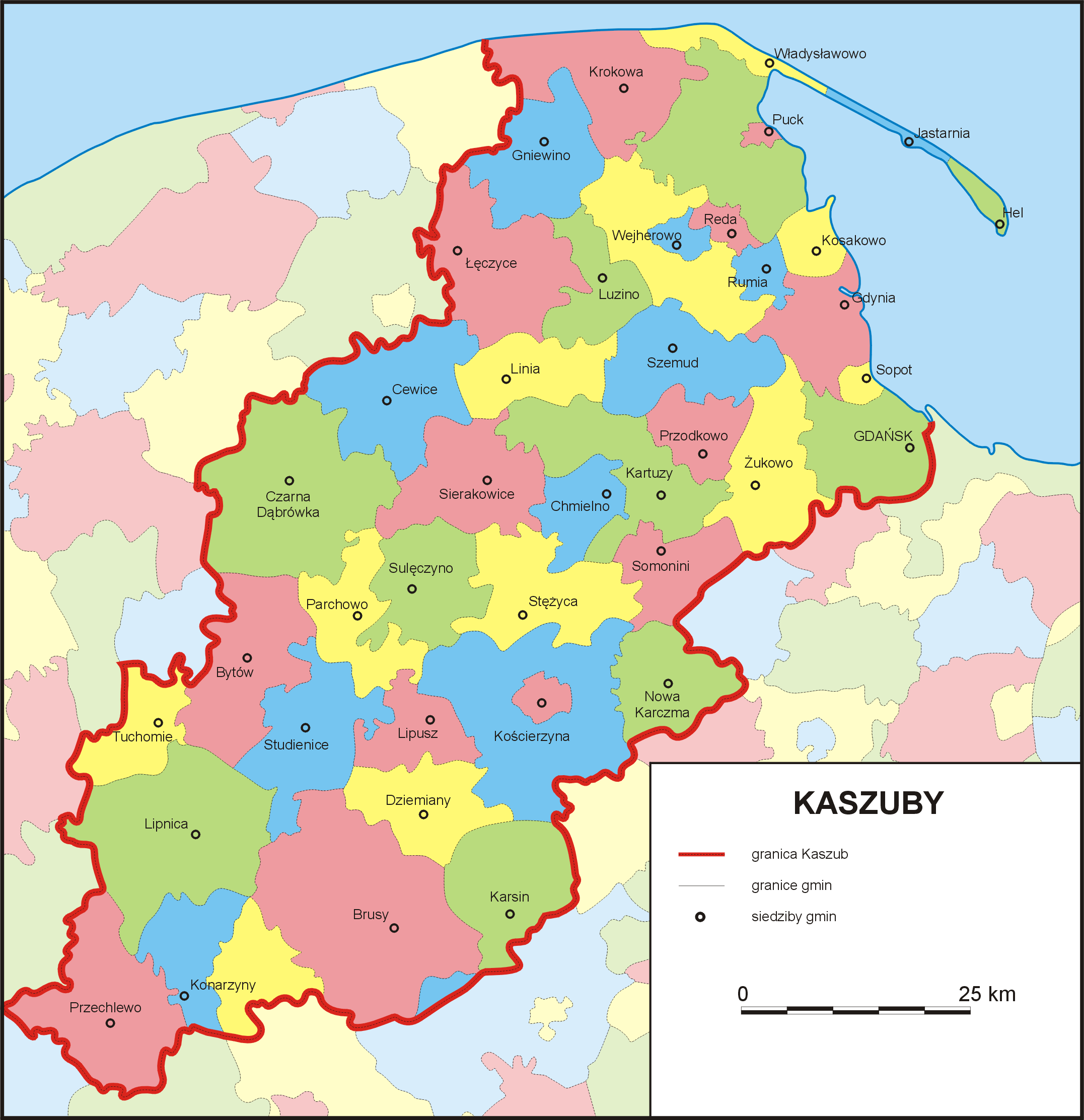
Kashubia của Jan Mordawski

Kashubia hoặc Cassubia (Kashubian, tiếng Ba Lan: Kaszuby, tiếng Đức: Kaschubei, Kaschubien) là một khu vực ngôn ngữ trong khu vực Đông Pomerania (Pomerelia) lịch sử của Tây Bắc Ba Lan. Nó được xác định bởi việc sử dụng rộng rãi ngôn ngữ Kashubia.
Nằm ở phía tây Gdańsk (bao gồm tất cả trừ quận cực đông) và cửa sông Vistula, nơi đây có các thành viên của dân tộc Kashubia sinh sống. Khu vực này là nơi tọa lạc của quận hồ Kashubian. Theo nghiên cứu cơ bản năm 1999 Geografia współczesnych Kaszub (Địa lý ngày nay Kashubia) bởi các học giả Gdańsk Jan Mordawski, 43 đô thị (gminas) của Pomorskie có một phần Kashubian của ít nhất một phần ba tổng dân số:
- Thành phố: Gdynia (Gdiniô)
- Bytowski (Bëtowsczi Krez): Thị trấn Bytow (Bëtowò) với Gmina Bytow, Gmina Czarna Dąbrówka (Czôrnô Dãbrówka), Gmina Lipnica (Lëpnica), Gmina Parchowo (Parchòwò), Gmina Tuchomie (Tëchòmié)
- Quận Chojnice (Chònicczi kréz): Thị trấn Brusy (Brusë) với Gmina Brusy, Gmina Chojnice (Chojnice), Gmina Konarzyny (Kònarzënë)
- Czluchow County (Człëchòwsczi Krez): Gmina Przechlewo (Przechlewò)
- Hạt Lębork (Lãbòrsczi kréz): Gmina Cewice (Céwice)
- Kartuzy County (Kartësczi Krez): Thị trấn Kartuzy (Kartuzë) với Gmina Kartuzy, thị xã của Zukowo (Zukowo) với Gmina Zukowo, Gmina Chmielno (Chmielno), Gmina Przodkowo (Przedkòwò), Gmina Sulęczyno (Sëlëczëno), Gmina Sierakowice (Sërakòjce), Gmina Somonino (Somònino), Gmina Stężyca (Stãżëca)
- Koscierzyna County (Kòscérsczi Krez): Thị trấn koscierzyna (Kòscérzëna) với Gmina koscierzyna, Gmina Dziemiany (Dzemiónë), Gmina Karsin (Kôrsëno), Gmina Lipusz (Lëpùsz), Gmina Nowa Karczma (Nowô Karczma)
- Pucki (Pùcczi Krez): Thị trấn của Puck (Puck) với Gmina Puck, thị trấn của Hel (HEL), Jastarnia (Jastarniô) và Wladyslawowo (Wiôlgô Wies), Gmina Kosakowo (Kòsôkòwò), Gmina Krokowa (Krokòwa)
- Wejherowski (Wejrowsczi Krez): Thị trấn Wejherowo (Wejrowò) và Gmina Wejherowo, thị trấn của Reda (Reda) và Rumia (Rëmiô), Gmina Choczewo (Chòczewò), Gmina Gniewino (Gniewino), Gmina Linia (Lëniô), Gmina Luzino (Lëzëno), Gmina Łęczyce (Łãczëce), Gmina Szemud (Szëmôłd)

## Văn hóa
Các tổ chức trình bày văn hóa Kashubia:
- Bảo tàng Kashubian của Franciszek Treder's ở Kartuzy
- Bảo tàng Văn học và Âm nhạc Kashubian-Pomeranian ở Wejherowo
- Bảo tàng Tây Kashubian ở Bytów
- Khoa Dân tộc học - Opacki Granary
- Trung tâm văn hóa xã - GOK ở Sierakowice
- Công viên dân tộc học Kashubian ở Wdzydze Kiszewskie
- Trung tâm văn hóa, thể thao và giải trí ở Chmielno
- Hiệp hội Kashubian để quảng bá môn thể thao ngựa

## Văn chương
- Geograficzny atlas świata. 2 / [đỏ. prowadz. Zofia Cukierska và cộng sự. ]. Warszawa: Past. Prenedsiębiorstwo Wydaw. Kartograficznych im. Eugeniusza Romera, 1991, tr.   81 (Kaszuby)
- James Minahan, Một châu Âu, nhiều quốc gia: Từ điển lịch sử của các nhóm quốc gia châu Âu, Nhóm xuất bản Greenwood, 2000, ISBN 0-313-30984-1
- Jan Mòrdawsczi: Geografia Kaszub / Geògrafia Kaszëb. cá heo Zrzeszenia Kaszubko-Pomorskiego, Gduńsk 2008, ISBN 978-83-87258-13-9.
- R. Ostrowska, I. Trojanowska: Bedeker kaszubski. Gdańsk 1978.
- G. Stone: Tiền đồn Slav trong lịch sử Trung Âu: Wends, Sorbs và Kashub, London, UK: Bloomsbury Academy, một dấu ấn của Bloomsbury Publishing Plc, 2016
- Donald Tusk. "Kashubia" tại: Kaszuby, Kashubia, Kaschuby - Bilińscy A., W.; Wydanie I, "Parol" Kraków 1998, ISBN 83-85331-12-3.